# Dr. Wagner
Manuel González Rivera (13 de abril de 1936-12 de septiembre de 2004) fue un luchador mexicano, luchando bajo el nombre de Dr. Wagner. Hizo su debut en la lucha libre en 1961 y la mayor parte de su carrera trabajó en la Empresa Mexicana de Lucha Libre (EMLL). Durante casi toda su carrera luchó como enmascarado perdiendo su máscara frente a Solitario en 1985. Junto a Ángel Blanco, González formó uno de los principales equipos de los años sesenta y setenta al cual llamó "La Ola Blanca". Sus dos hijos también son luchadores profesionales luchando bajo el nombre Dr. Wagner Jr. y Silver King. Además uno de sus nietos trabaja bajo el nombre de El Hijo de Dr. Wagner Jr. o Dr. Wagner III.

## Biografía
Manuel González nació el 13 de abril de 1936 en Zacatecas, Zacatecas, México. La familia González se trasladó a Torreón, Coahuila, el y su familia crecieron y se identificaron en el área de Lagunero de Torreón. El colorido luchador que luchó en las noches del viernes captó atención del joven González desde el principio. Procedentes de una familia pobre, González sólo iba a la escuela durante algunos años antes de desertar y trabajar en su lugar. Cuando tenía edad suficiente comenzó su formación con ayuda del Gimnasio de Roy Velasco y Hércules en Torreón, todo mientras trabajaba en Estados Unidos para ganar suficiente dinero para su matrícula y comida para su familia.

### Carrera
Después del entrenamiento durante varios años Velasco consideró finalmente que González estaba listo y preparado para hacer su debut en la lucha libre el 16 de julio de 1961. Inicialmente trabajó con una máscara bajo el nombre de "La Centella Negra" y haría equipo con Torbellino Negro. En su lucha de debut perdieron ante el equipo de Pancho Ramírez y el Monje Loco. Después de la lucha libre por menos de un año que González entró en contacto con Elías Simón, quien fue uno de los promotores principales de la lucha en el norte de México en el momento. Simón sugirió que González necesitaba una nueva identidad de ring y sugirió "El Hijo del Médico Asesino", un hijo de la historia del recientemente fallecido "Médico Asesino". González le gustó la idea de un personaje de "Doctor" pero quería construir su propia identidad y no vivir del nombre de otra persona. Después González apareció con su nuevo personaje: "Dr. Wagner", inspirada por el compositor alemán Richard Wagner, y su nueva identidad de Ring. Adoptó una máscara blanca, troncos blancos y botas para ir con el personaje del Doctor y su debut como un Rudo derrotando a Rubén Juárez en el evento principal de la noche. Dr. Wagner rápidamente ganó el apodo de "El Galeno del Mal" por su estilo brutal de lucha y sus maneras engañosas. En 1965 Dr. Wagner fue contratado por la promoción más grande en México: La Empresa Mexicana de Lucha Libre (EMLL) y trabajó con regularidad en la Ciudad de México. La posición de Dr. Wagner fue de "Main Eventer", se estableció cuando derrotó a Raúl Reyes en una Lucha de Apuesta. La máscara de Wagner vs. La cabellera de Raúl Reyes, en la lucha del 17 de julio de 1966 forzando a Reyes a raparse después de la lucha.

### La Ola Blanca
A comienzos de 1966 Dr. Wagner comenzaría a hacer equipo con Ángel Blanco bajo el nombre de La Ola Blanca, un nombre que nació del color blanco, color que ambos usaban en sus trajes y porque vencían a sus oponentes como una "Ola". El dúo rápidamente se convirtió en uno de los mejores equipos de la lucha libre y con los mejores estilos de los dos luchadores enmascarados que complementaban mutuamente tan bien que "La Ola Blanca" comenzó a encabezar Carteles en todo México, el equipo se enfrentó a multitudes de talentos, cada vez mejores. A finales de 1969 el equipo ganó varios Tag Team Match, ganaron varios torneos y hasta una oportunidad por el Mexican National Tag Team Championship, realizada en Jalisco contra El Santo y Rayo de Jalisco, un equipo que fue prácticamente imbatible (hasta ese punto en el tiempo). "La Ola Blanca" derrotó al Santo y al Rayo en la pelea ganando su primer Campeonato por Parejas .En los próximos años "La Ola Blanca" defendió sus títulos contra los mejores equipos tales como el equipo conformado por Mil Máscaras y Black Shadow o el equipo llamado Los Rebeldes (René Guajardo y Karloff Lagarde). El equipo fue votado como "Tag Team of the year" en 1966 y 1967. Durante ese tiempo "La Ola Blanca" pasó a ser un trío cuando añadieron a El Enfermero; pero el trío no duró mucho, ya que "El Enfermero" era viejo para mantener la intensidad del Dr. Wagner y Ángel Blanco. "La Ola Blanca" se convertiría en un trío, una vez más cuando el novato conocido como "El Solitario" se unió al grupo. El Solitario tuvo el talento y el carisma de Wagner y Ángel Blanco. En 1969 "La Ola Blanca" se convirtió en el equipo más rudo de todo México, pero "El Solitario" empezó a ganar bastantes seguidores entre los aficionados.La Popularidad de Solidario se disparó cuando el Dr. Wagner y Ángel Blanco lo traicionaran en una noche. El ataque contra El Solitario comenzó a ser una de las historias más grandes y de más larga duración en la lucha, que abarca tres décadas. En 1972 El Solitario derrotó a Ángel Blanco en una Luchas de Apuesta, y lo Desenmascaro en el proceso. La enemistad entre La Ola Blanca empezó a ser lenta debido al desenmascaramiento. Durante el feudo entre La Ola Blanca y El Solitario, se empezaron a ver varios socios de Solitario, como El Santo o Rayo de Jalisco. El 16 De marzo de 1973 Dr. Wagner derrotó a Enrique Vera, para ganar el Campeonato Nacional de peso semicompleto. Dr. Wagner celebró con el título mexicano nacional hasta el 22 de septiembre de 1974 donde ganó el NWA World Light Heavyweight Championship, que le obligó a abandonar el título nacional. La Ola Blanca viajó a los Estados Unidos, trabajando en el  NWA Los Angeles donde obtuvieron el NWA Américas Tag Team Championship durante un día. Dr. Wagner también entró en un tour de "América Media", uniéndose con El Enfermero para ganar el Tag Team Championship de América Latina durante la gira. En mayo de 1975 Dr. Wagner se unió con El Halcón para derrotar a Los Gemelos Diablo en una pelea de Luchas de Apuesta, Desenmascarando a Los Gemelos. El 27 de febrero de 1976 el Dr. Wagner perdió el campeonato ligero de la NWA frente al Rubí Adorable. Después él y Ángel Blanco abandonaron EMLL para trabajar en Universal Wrestling Association (UWA). No mucho después de que el Dr. Wagner derrotó a Alfonso Dantés para el Campeonato Nacional de peso semicompleto, un título se llevó con él al UWA donde defendió durante dos años. En 1977 el Dr. wagner defendió exitosamente el título contra estrella en ascenso más rápido de UWA, El Canek, pero un año más tarde, el 15 de enero de 1978 El Canek finalmente ganó el título.

### Fin de su carrera
A finales de los 70s se había dividido La Ola Blanca y Dr. Wagner comenzó un feudo con el ahora técnico Ángel Blanco, incluso llevándolo hasta ahora como para derrotar a Ángel Blanco en un match de Bet el 1 de enero de 1979, dejando a su compañero de equipo antiguo Calvo. Dr. Wagner celebraría brevemente el título semipesado nacional mexicano por tercera vez en 1973, manteniéndolo durante 19 días, ganando desde el Astro Rey y perdió con Enrique Vera. El 16 de marzo de 1980 Dr. Wagner se asoció con El Texano y enfrentar al Robot C-3 y el Astro Rey en la final de un torneo de "Avance de perdedores", obligando a Robot C-3 para desenmascarar y el Astro Rey ya desenmascarado para tener su cabello afeitado. En la década de 1980 Dr. Wagner estaba empezando a mostrar su edad, trabajando como un técnico todavía sería capaz de producir a buenos partidos uniéndose con El Solitario o Aníbal contra Ángel Blanco. Cuando volvió El Solitario y Aníbal consiguió una última ejecución como un luchador de evento principal como un reunificado Ola Blanca enfrenta Solitario y Aníbal. El 1 de diciembre de 1985 Dr. Wagner y El Solitario finalmente se reunieron en un uno contra uno Luchas de Apuesta en el evento principal de un espectáculo que agotaron los 15.000 asientos de la Monumental Plaza de Toros en Monterrey, que fue el más grande y más rentable mostrado en Monterrey hasta ese punto. Al final El Solitario venció a Dr. Wagner, dos cae a uno y reclamó la máscara blanca como la mayor victoria de Apuesta de carrera de El Solitario. Siguiendo su reveladora Dr. Wagner centrado en la introducción de su hijo, luchando como Dr. Wagner, Jr., a las filas profesionales.

## Retiro y muerte
El 27 de abril de 1986 González estaba previsto hacer equipo con su hijo por primera vez, mirando hacia el equipo de Ángel Blanco y Ángel Blanco Jr. Mientras conduce a Monterrey de Nuevo Laredo en coche, llevando a González, Ángel Blanco, El Solar, Jungla Negra, y Mano Negra, se estrelló cuando estalló uno de los neumáticos. Ángel Blanco, el conductor del coche, murió en el impacto, mientras que González sufrió graves daños espinales y fue llevado de urgencia al hospital para cirugía de emergencia. Los restantes tres luchadores, todos los pasajeros en el asiento trasero, sólo sufrieron heridas leves en el accidente. González tenía que tener alambres de acero insertados en su columna vertebral con el fin de estabilizarlo, pero la lesión le dejó en silla de ruedas. Los médicos le dijeron que nunca volvería a caminar, pero más tarde aprendería a caminar con el uso de un bastón. Tras su retiro forzoso, González mantuvieron un gran interés en la lucha, supervisando las carreras de sus hijos Dr. Wagner, Jr. y César, que lucha bajo el nombre de Silver King. También trabajó como un taxista, así como ser propietario de un gimnasio y varias piezas de bienes inmuebles. A principios de 2004 González tuvo que someterse a una cirugía posterior para tener los cables en su columna vertebral reemplazados, mejorar la movilidad en sus piernas. 12 de septiembre de 2004 González sufrió un ataque cardíaco y murió. Su muerte fue una sorpresa a familiares y amigos, como había sido generalmente en buen estado de salud.

## Vida personal
Manuel González se casó con Magdalena Barrón y juntos tuvieron tres hijos, Oscar, César (Silver King) y Juan Manuel (Dr. Wagner, Jr.), así como una hija Mayra. Dos de González han convertido a muchos nietos profesionales luchadores, El Hijo de Dr. Wagner, Jr., y el hijo de César González, quien ganará el nombre Silver King, Jr. una vez completa su grado universitario.

## En Lucha
- Movimientos Finales
  - Gory Especial
- Movimientos de Firma
  - Tabla Marina

### Campeonatos y logros
- Revísta de Lucha y de la caja
  - Tag Team del año: 1966, 1967[8]
- Empresa Mexicana de la Lucha Libre
  - Campeonato Nacional de Peso Semicompleto(3 veces)[9]
  - Mexican National Tag Team Championship (1 vez – con Ángel Blanco)[10]
  - NWA World Light Heavyweight Championship (1 vez)[11]
- NWA Los Angeles[12]
  - NWA Americas Tag Team Championship (1 vez) – con Ángel Blanco[13]
- Wrestling Observer Newsletter
  - Wrestling Observer Newsletter Hall of Fame (Clase de 2013)[14]
- Otros títulos
  - Latin American Tag Team Championship (1 vez) – con El Enfermero